# Stephen Weston
Stephen Weston (1665-1742) est un évêque et éducateur anglais.

## Biographie
Il est né à Farnborough. Il fait ses études au Collège d'Eton et au King's College de Cambridge, où il est admis en 1683, obtient son baccalauréat en 1687, sa maîtrise en 1690 et devient fellow. Il est maître assistant à Eton vers 1690 et deuxième maître de 1693 à 1707. Il est membre d'Eton en 1707 et reçoit le diplôme de DD à Oxford en 1711. Il est chanoine d'Ely, de 1715 à 1717 et devient vicaire de Mapledurham en 1716.
Il devient évêque d'Exeter en 1724, sous l'influence de Robert Walpole qui fut son élève à Eton. En 1732, il prend également le titre d'archidiacre d'Exeter. Il possède un monument dans le bas-côté sud de la cathédrale d'Exeter.
Son deuxième fils est l'homme politique Edward Weston. Le médecin George Baker est son petit-fils.